# Clipper (automerk)

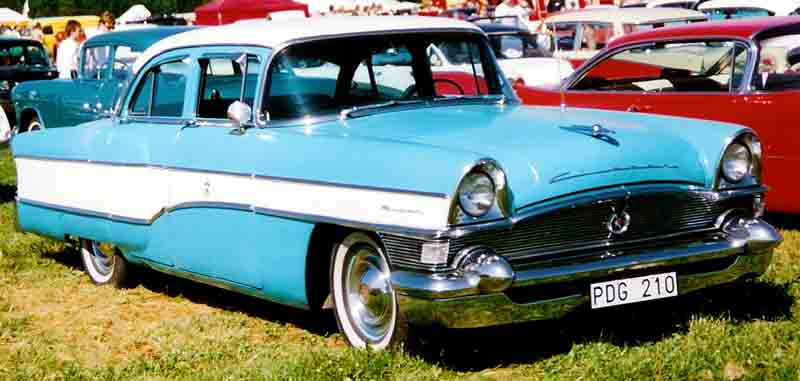
Packard Clipper 4-deurs sedan uit 1956

Clipper was een Amerikaans automerk dat enkel in modeljaar 1956 op de markt was. Clipper was
een spin-off van Packard. Packard wilde zijn eigen merknaam reserveren voor dure luxewagens en zijn goedkopere modellen afsplitsen met een nieuwe merknaam, Clipper.

## Aanleiding
Packard was lang exclusief een bouwer van peperdure luxe-auto's geweest. Toen de Grote Depressie die markt in de jaren 1930 deed inkrimpen boorde het merk met goedkopere modellen ook de middenklasse aan. Dat was goed voor de verkopen maar beschadigde Packards reputatie als een topmerk.
Vlak voor de Tweede Wereldoorlog introduceerde Packard de Packard Clipper. Tijdens de oorlog lag alle productie stil en na de oorlog werd enkel die Clipper terug in productie genomen. Pas in 1948 werden nieuwe modellen gelanceerd. De verkoop bleef echter slecht lopen. Packards dure en goedkopere modellen leken steeds meer op elkaar waardoor het prestige-effect er voor de gegoede klanten af was.
Directeur James Nance wilde Packard daarop herpositioneren als een luxemerk. Zijn plan was om de goedkopere modellen af te splitsen in een nieuw merk met de naam Clipper. Het nieuwe merk zou in 1956 gelanceerd worden in de middenklasse en daar de concurrentie aangaan met Oldsmobile en Mercury.

## Geschiedenis
In 1956 werd de Packard Clipper geface-lift en werd de modelnaam effectief een merk op zich. Het logo van Clipper werd een klassiek scheepsstuurwiel. Het merk werd verkocht via de dealers van Packard en sommige van Studebaker, met wie Packard in 1954 was gefuseerd. Die dealers begonnen halfweg het jaar te klagen over de lage verkoop. De klanten vonden dat de auto's van Packard ook de respectabele merknaam Packard moesten dragen. James Nance weigerde eerst omdat dit zijn plannen teniet zou doen. Toen vele dealers afhaakten gaf hij toch toe en gaf hij de auto's het opschrift Clipper, by Packard. Hij vreesde immers dat het hebben van minder dealers nog slechter was voor het bedrijf dan de goedkope modellen Packard noemen.
Het mocht echter allemaal niet baten. Toen Packards fabriek in Detroit (Michigan, VS) in juni 1956 gesloten werd werd ook Clipper stopgezet. De Packards die daarna nog gebouwd werden kregen geen modelnaam meer en werden enkel met hun merknaam verkocht. In 1958 viel het doek helemaal toen Packard werd stopgezet.

## Productie
| Model          | Versie                     | #      |
| -------------- | -------------------------- | ------ |
| Clipper Deluxe | 4-deur sedan               | 5715   |
| Clipper Super  | 4-deur sedan               | 5173   |
|                | 2-deur Panama coupe        | 3999   |
| Clipper Custom | 4-deur sedan               | 2219   |
|                | 2-deur Constellation coupe | 1466   |
|                | Totaal:                    | 18.572 |